# Суха (Хустський район)
Суха́ — село в Довжанській сільській громаді Хустського району Закарпатської області.

## Історія
Перші згадки з'являються у 18 столітті, як Szuhapatka, Szukna, Szucha, Sucha-Bronka.
Базилічна, мурована з каміння церква Покрови Пресвятої Богородиці 1895 року - перша в селі. Як розповідає місцевий священик о. Василь Цупер, церкву почали будувати в 1885 р. і вивели стіни до вікон, після чого спорудження на 5 років припинилося. Коли взялися до закінчення стін, то спочатку довелося на 1 м розібрати понищені негодою мури. Настала ще одна 5-річна перерва, а церкву добудували аж тоді, коли граф спрямував на будівництво частину податків з навколишніх сіл.
Твердять, що добудували церкву італійські майстри, а майстри з Довгого вкрили дахи шинґлами, що дало поштовх до заміни в селі солом'яних стріх ґонтовими. Хрест на дзвіниці церкви посвятив о. Андрій Дем'янович 20 липня 1902 р. (цю дату написано над входом) і відтоді почалися богослужіння.
Дзвони відлито в Ужгороді в 1926 р. Іконостас встановили в 1938 р. Тоді ж розмальовано стіни. 
Гарну дерев'яну люстру зробив Ю. І. Пецко 14.10.1955. Кам'яний хрест з рельєфним різьбленням поставив біля церкви Іван Панюта в 1919 р. Вдруге розмальовано стіни в 1973 p., а втретє — в 1993 р. художниками І. Андрішком та П. Захарчуком. 

## Туристичні місця
- У церкві с. Суха зберігається ікона «Розп'яття» з підписом: «РБ АХОИ Иоан маляр вышенскій» 1678 р.)
- У церкві с. Суха зберігається уламок іконостаса з підписом: «…Иваном маляром с Перемишля щирецьким»
Поруч — Залишки Бронецького замку — найменш відомий серед усіх замків Закарпаття. Перша згадка про фортецю стосується 1273 р., в грамоті угорського короля Ласла IV, сказано, що замок був відібраний у ворогів його батька Іштвана V. Останні письмові відомості, які знайдені на сучасному етапі про Бронецький замок, це згадка у грамоті останнього Арпадовича — угорського короля Ендре ІІІ.
Музей історії села «Сухівська світлиця», який створено в 2012 році.
На схід від села розташований Річанський зоологічний заказник.
- Заказник місцевого значення «Ріка», іхтіологічний.
У селі Суха є урочище Ріка, де розводять річкову форель.
Селом тече струмок Красний.

## Населення
Згідно з переписом УРСР 1989 року чисельність наявного населення села становила 1879 осіб, з яких 928 чоловіків та 951 жінка.
За переписом населення України 2001 року в селі мешкало 1906 осіб.

### Мова
Розподіл населення за рідною мовою за даними перепису 2001 року:
| Мова       | Відсоток |
| ---------- | -------- |
| українська | 99,21 %  |
| російська  | 0,79 %   |

## Уродженці
- Дмитро Кремінь — український поет, публіцист, есеїст, перекладач, лауреат Шевченківської премії, батько Кремінь Тарас Дмитрович.